# Avo Uvezian
Avo Uvezian (Beirut, 22 marzo 1926 – Orlando, 24 marzo 2017) è stato un musicista e imprenditore armeno-statunitense, creatore e produttore dei sigari AVO.

## Biografia
Nato a Beirut da genitori di origini armene,  proveniva da una famiglia di musicisti: sua madre era una cantante mentre il padre era un compositore e direttore d'orchestra per un'orchestra sinfonica. L'esperienza dei suoi genitori con la musica gli permise di sviluppare il suo talento e fondò così un trio jazz chiamato Libano Boys. La formazione ricevette un contratto per esibirsi in un albergo di Baghdad, dove soggiornarono per un anno: successivamente si esibirono in un albergo in Iran. Mentre era lì, Uvezian ricevette un invito dallo Scià Mohammad Reza Pahlavi ad esibirsi al suo palazzo. Conoscendo la lingua farsi, Uvezian riuscì ad entrare in confidenza con lo scià proponendosi come insegnante di Jitterbug.
Dopo un anno di esibizioni in Iran, nel 1947 Uvezian si trasferì negli Stati Uniti d'America. Durante il suo soggiorno a New York, suonò con svariati gruppi musicali, mentre studiava pianoforte classico e composizione al Juilliard School. Nel 1951, mentre si esibiva a New York, ha conosciuto Marie Sahakian, la donna destinata a diventare sua moglie e da cui avrebbe  avuto tre figli; Jeffrey, Robert e Ronny. Da una breve relazione ebbe invece la figlia Karyn, nata nel 1983. 
Fu chiamato alle armi per la guerra di Corea e inviato a Fort Dix nel New Jersey: nel 1953 venne congedato con onore.
Negli anni sessanta si era costruito un buon repertorio di canzoni e grazie ad un amico riuscì a conoscere Frank Sinatra, a cui fece ascoltare il suo brano Broken Guitar. La melodia piacque a Sinatra, ma il testo è stato rivisto e corretto dagli autori della casa discografica del cantante. Nacque così Strangers in the Night, brano registrato nel 1966 e diventato famoso in tutto il mondo. Prima di Sinatra, Uvezian aveva consegnato il brano a Bert Kaempfert, che gli rubò la paternità della canzone incassando così tutti i diritti.

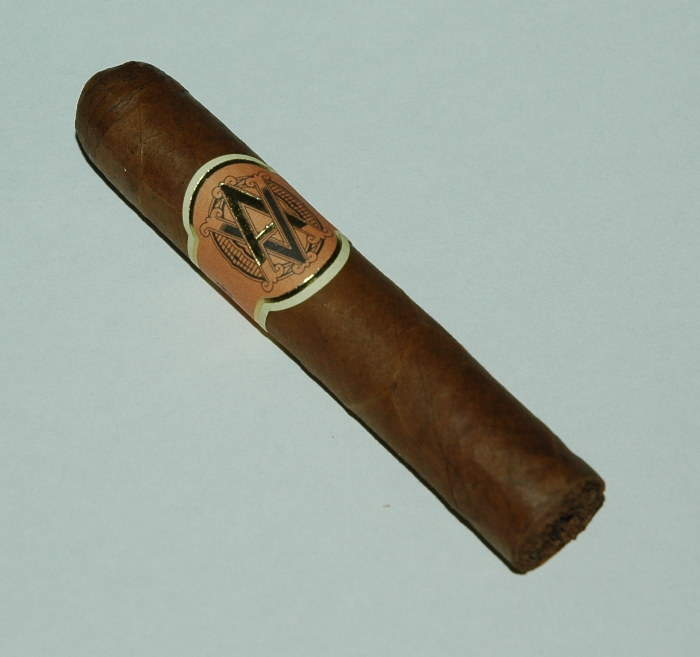
Un sigaro AVO.

Negli anni seguenti, si trasferì a Porto Rico, dove suonava il piano presso il resort Palmas Del Mar e disegnava gioielli assieme a suo nonno. Ben presto si appassionò ai sigari e viaggiò nella Repubblica Dominicana per avviare una linea di questi prodotti, aspirazione concretizzatasi poi sul finire degli anni 80 grazie all'incontro con Hendrik Kelner Nel primo anno di produzione furono venduti 120.000 sigari AVO, facendolo così diventare nel corso degli anni uno dei marchi più conosciuti al mondo. Nel 1995, la Davidoff pagò Avo Uvezian 10 milioni di dollari per ottenere i diritti di distribuzione dei suoi sigari. Tra il 1996 e il 1997 ha venduto oltre 3 milioni di sigari.
Morì il 24 marzo 2017 nella sua casa di Orlando, Florida, due giorni dopo il suo 91º compleanno.